# Новороссийская улица (Москва)
Новоросси́йская улица — улица в Юго-Восточном административном округе города Москвы на территории района Люблино. Нумерация домов начинается от Ставропольской улицы.

## История
До 1964 года улица носила название Восточная в связи с тем, что она располагалась на востоке города Люблино, вошедшего в состав Москвы в 1960 году.

## Этимология
Названа по городу-герою Новороссийску Краснодарского края России в связи с расположением улицы в юго-восточной части Москвы.

## Трассировка
- Улица начинается от Ставропольской улицы
- Пересекает Краснодарскую улицу
- Справа в неё вливается Таганрогская улица
- Улица пересекает улицу Судакова и Совхозную улицу
- Заканчивается на пересечении  Белореченской улицы и улицы Верхние Поля

## Достопримечательности
У дома № 38 по Новороссийской улице в сентябре 2005 года в честь 60-летия победы в Великой Отечественной войне был установлен памятный камень, посвящённый подвигу моряков-черноморцев.

## Транспорт

### Автобус
- 35: ст.м.«Люблино» — Курьяново
- 54: ст.м.«Текстильщики» — Капотня
- 201: Больница имени Семашко — Ставропольский проезд
- 228: Саратовская улица — Улица Головачёва
- 280: ст.м.«Люблино» — ст.м.«Каширская»
- 551: ст.м.«Выхино» — Улица Верхние Поля, 38
- 551к: ст.м.«Люблино» — Ветеринарная академия
- 657: ст.м.«Марьино» — Цимлянская улица
- 728: Больница имени Семашко — Ставропольский проезд

## Галерея

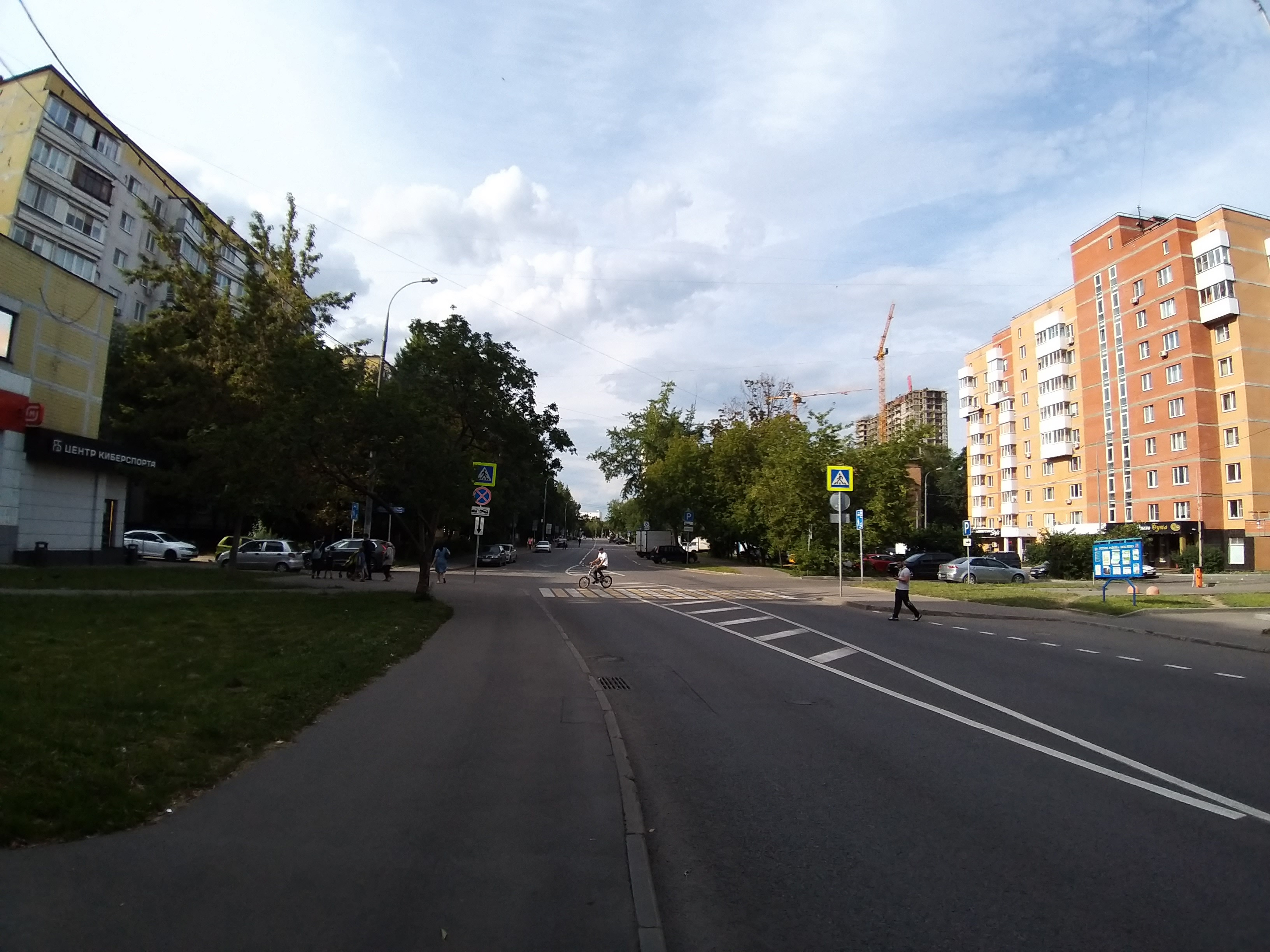
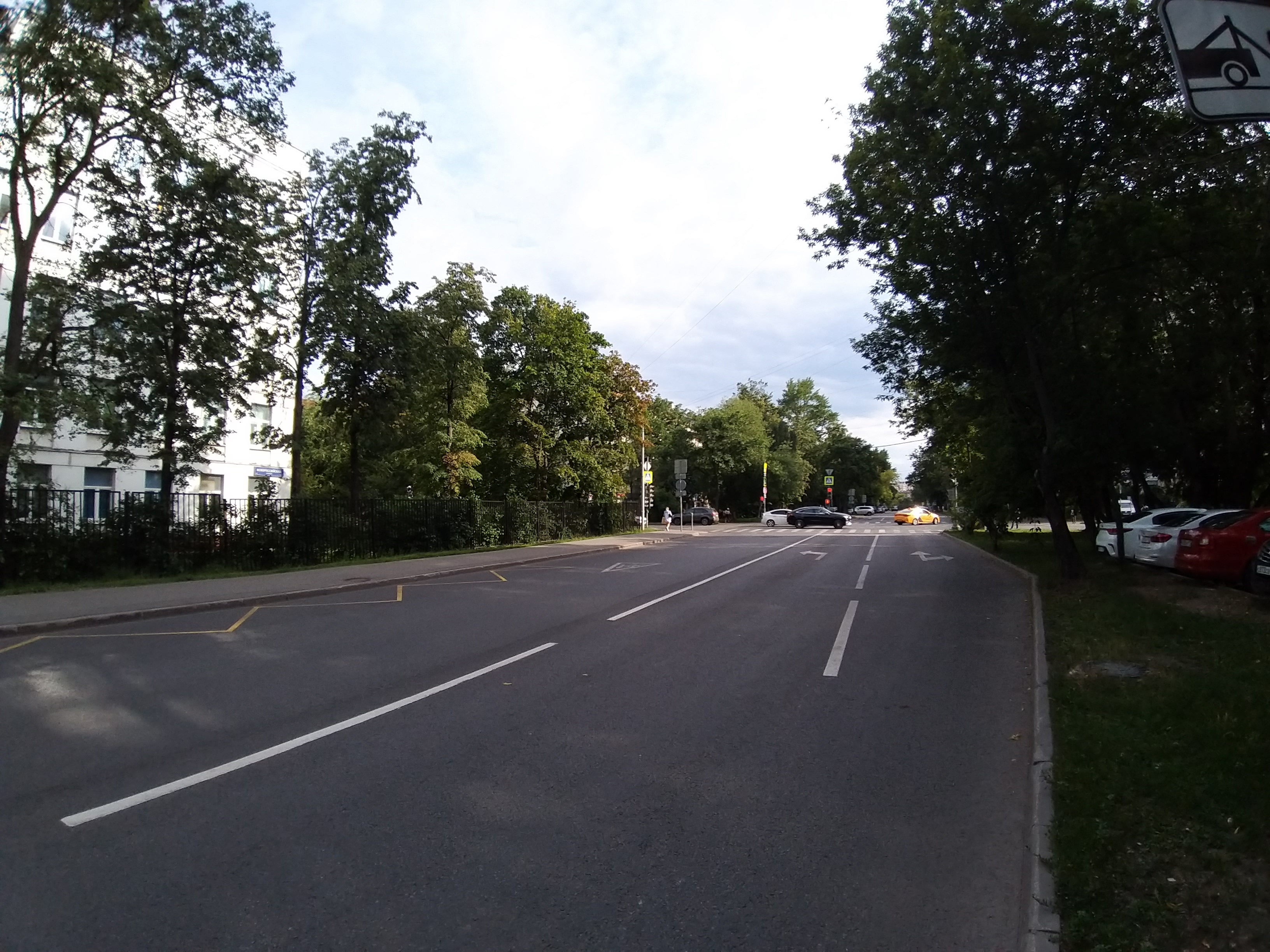
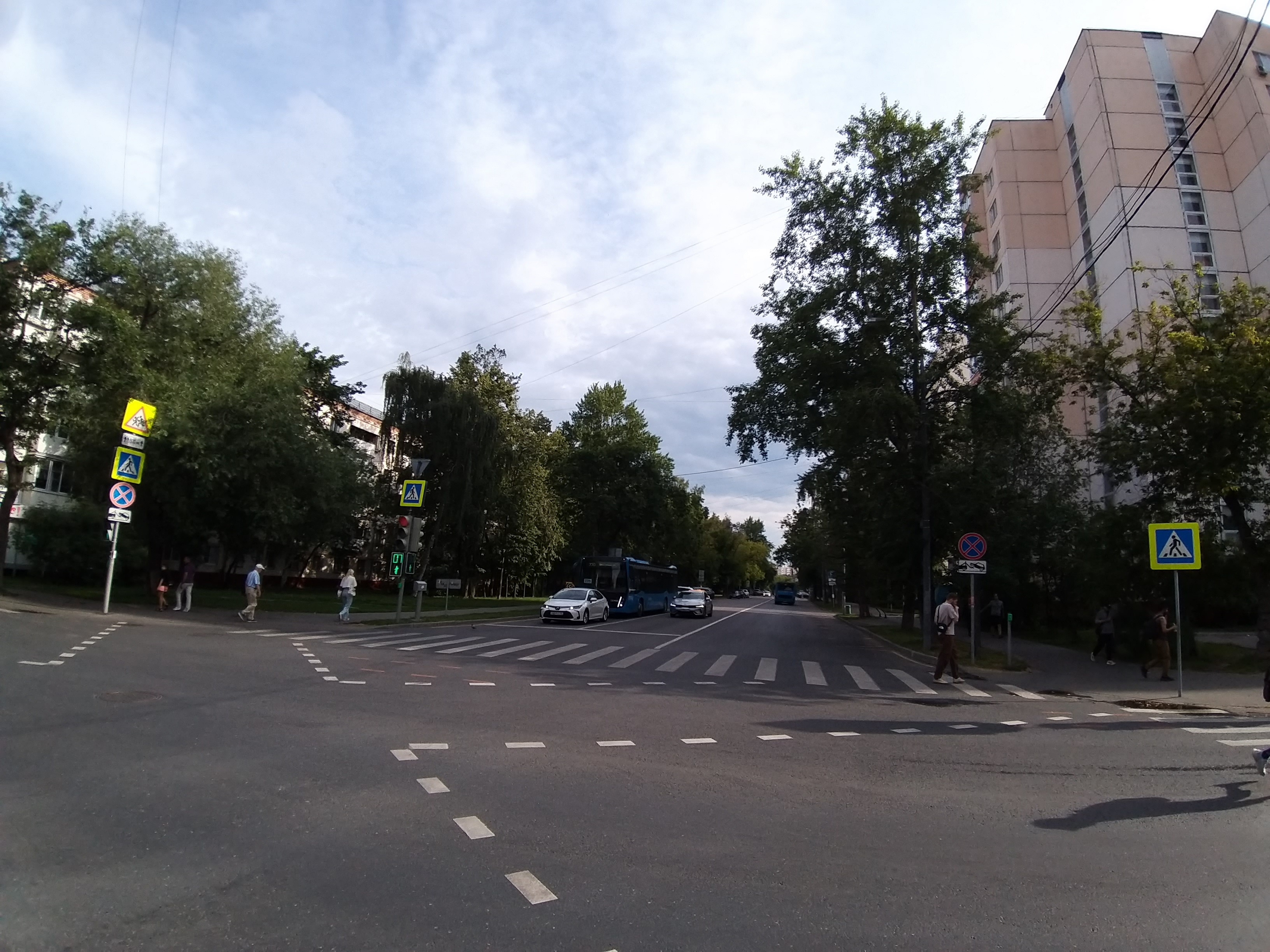